# Ambach (Münsing)
Ambach ist ein Gemeindeteil von Münsing im oberbayerischen Landkreis Bad Tölz-Wolfratshausen. Das Kirchdorf am Starnberger See besitzt eine Schiffsanlegestelle der Bayerischen Seenschifffahrt.

## Geschichte
Ambach wurde im Jahr 765 erstmals urkundlich erwähnt.
Ambach wurde als Gemeindeteil von Holzhausen am Starnberger See mit dem Hauptort zum 1. Mai 1978 nach Münsing eingegliedert.

## Sehenswürdigkeiten

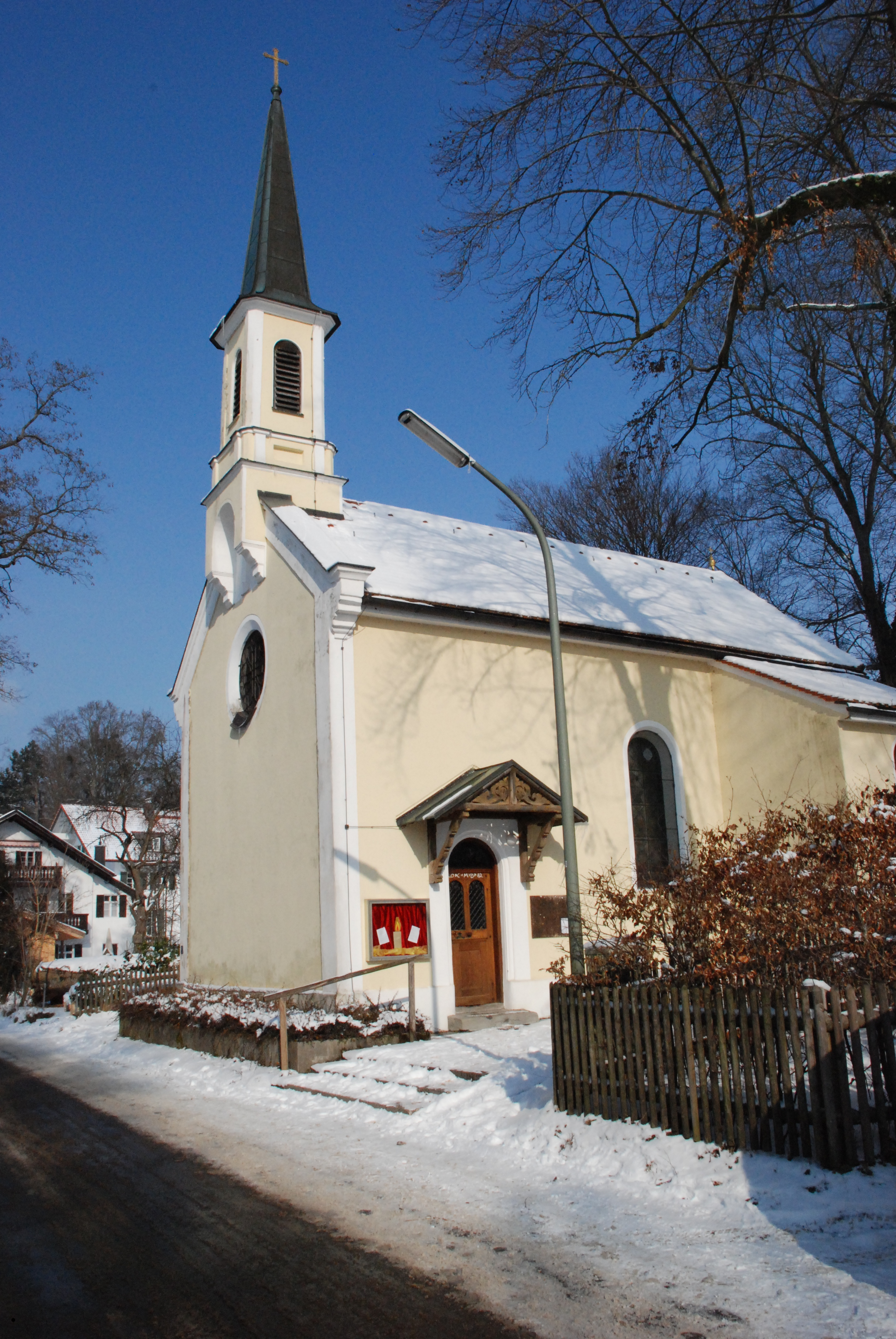
Kapelle

Siehe auch: Baudenkmäler in Ambach
- Schlossgut Oberambach
- Kapelle, erbaut 1873/74

## Persönlichkeiten

### In Ambach geboren
- Annamirl Bierbichler (1946–2005), Schauspielerin
- Josef Bierbichler (* 1948), Schauspieler
- Martin E. Süskind (1944–2009), Journalist und Autor
- Patrick Süskind (* 1949), Autor

### Mit Ambach verbunden
- Waldemar Bonsels (1880–1952), Autor von Die Biene Maja und ihre Abenteuer
- Gabriel von Max (1840–1915), Maler und Anthropologe (lebte in der Villa Max in Ambach)
- Carl du Prel (1839–1899), Philosoph, Schriftsteller, Okkultist (schrieb in Ambach Philosophie der Mystik)
- Anatol Regnier (* 1945), Schriftsteller und Musiker
- Tilman Spengler (* 1947), Sinologe, Autor und Publizist
- Gisela Voh (1906–1985), Werbegrafikerin, Autorin und Illustratorin von Kinderbüchern
- Oswald Voh (1904–1979), Maler und Grafiker